# Schlacht von Val-ès-Dunes
Die Schlacht von Val-ès-Dunes fand im Jahre 1047 in Frankreich statt. Die vereinigten Heere von Herzog Wilhelm dem Bastard und König Heinrich I. von Frankreich kämpften gegen mehrere rebellierende normannische Barone, die von Guy von Burgund angeführt wurden. Wilhelm (später nach der Eroberung Englands 1066 mit dem Beinamen „der Eroberer“ betitelt) konnte nach siegreicher Schlacht seinen Titel wiedererlangen und den Westteil seines Herzogtums kontrollieren.

## Vorgeschichte
Wilhelm, der uneheliche Sohn des Herzogs Robert I. der Normandie, erlangte den Titel im Jahre 1035 als siebenjähriger Junge. Obwohl andere Adlige, wie z. B. sein Cousin Guy von Burgund, der Meinung waren ihnen stünde der Titel zu, erhielt ihn Wilhelm, nicht zuletzt weil König Heinrich I. und andere einflussreiche Adlige dies unterstützten.
Im Jahre 1046 entschlossen sich Wilhelms Konkurrenten dies zu ändern. Nachdem Wilhelm nahe der Ortschaft Valognes auf der Cotentin-Halbinsel einem Anschlag entkommen war, schlossen sich die rebellischen Adligen, Guy von Burgund, Nigel von Cotentin, Rannulf von Bessin, Ralph Tesson von Thury, Grimoald von Plessis und Haimo von Creully zusammen und hoben eine Armee von 25.000 Soldaten aus.
Nach dem Anschlag auf ihn ritt Wilhelm direkt zu König Heinrichs Hof in Poissy und erinnerte den König daran, dass eine Revolte gegen einen ergebenen Vasallen des Königs gleichzeitig ein Anschlag auf den König selbst darstellen würde. König Heinrich ließ sich überzeugen und schickte eine Armee von 10.000 Mann in die Normandie.

## Die Schlacht
Im Januar (nach anderen Angaben Sommer) 1047 schlossen sich die königliche Armee und Wilhelms sehr viel kleinere normannische Armee im Herzen des rebellischen Territoriums nahe Caen zusammen. Ralph Tesson und seine Soldaten wechselten die Seite und schlossen sich ebenfalls der königlichen Armee an. Am nächsten Tag begegneten sich die gegnerischen Armeen auf der Ebene von Val-ès-Dunes, in der Nähe der heutigen Stadt Conteville.
Die Schlacht bestand hauptsächlich aus einer Anzahl von kleineren Kavalleriegefechten. Die Rebellenarmee war zwar zahlenmäßig der königlichen Armee überlegen, war aber unkoordiniert und schlecht geführt. Nachdem sie einige Gefechte verloren hatte, bei denen u. a. Haimo von Creully getötet wurde, geriet die Rebellenarmee in Panik und floh in Richtung Westen. Die königliche Armee verfolgte die fliehenden Rebellen und tötete Tausende von ihnen. Sie wurden in die Orne getrieben, nahe der Furt von Athis-de-l’Orne bei Fleury-sur-Orne. Beobachter dieser Vorfälle sprachen davon, dass die Anzahl der im Fluss treibenden Leichen so groß war, dass sie flussabwärts die Wassermühle von Barbillon blockierten.

## Nach der Schlacht
Während die königliche Armee den Hauptteil der Rebellenarmee nach Westen verfolgte, konnte Guy von Burgund mit seinen überlebenden Männern in seine Ländereien im Osten fliehen, wo er sich in der strategisch günstig gelegenen Burg von Brionne verschanzte. Obwohl Wilhelm die Burg intensiv belagerte, dauerte es bis 1050, bis sie erobert wurde. Solange konnte Wilhelm auch keinerlei Kontrolle über die östlichen Teile seines Herzogtums hinter Brionne ausüben.
Nach der Schlacht von Val-és-Dunes gab es zwar weiterhin eine starke Opposition zu Wilhelm unter den Adligen, die aber nicht in offener Aggression zutage trat. Schließlich wurde im Oktober 1047 ein so genannter "Frieden vor Gott" zwischen den Parteien geschlossen. Dieser Friedensvertrag, der auch von der Kirche gefordert und überwacht wurde, gab Wilhelm spezielle Rechte, mit denen er seinen Titel schützen und die öffentliche Ordnung aufrechterhalten konnte. Wilhelm begnadigte eine Anzahl von Baronen, die gegen ihn gekämpft hatten, doch Guy von Burgund blieb eine ständige Bedrohung. Es dauerte dann fünf Jahre, bis es zur nächsten Revolte kam.